# إبراز (كتابة)

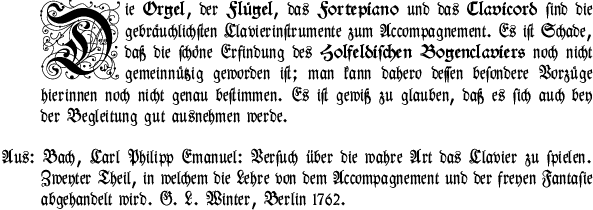

 الإبراز  هو الكتابة بخط بارز و بلون داكن مختلف عن لون النص مثل الخط الأحمر المعروف بالتحمير. ويقال أيضا أبرز الكتاب بمعنى نشره.